# Julien Honoré
Pour les articles homonymes, voir Honoré.
Julien Honoré est un acteur français.

## Biographie
Julien Honoré s'est formé à l'art dramatique au Conservatoire National de Région de Nantes (2001-2003) et à l'École Régionale des Acteurs de Cannes (E.R.A.C.) (2003-2006).

### Parenté
Il est le frère cadet du réalisateur Christophe Honoré.

## Filmographie

### Cinéma

#### Longs métrages
- 2000 : Les filles ne savent pas nager d'Anne-Sophie Birot
- 2005 : Le Domaine perdu de Raoul Ruiz : Augustin
- 2007 : Après lui de Gaël Morel : l'écrivain
- 2008 : La Belle Personne de Christophe Honoré
- 2009 : Non ma fille tu n'iras pas danser de Christophe Honoré : Gulven
- 2015 : Un Français de Diastème : Calou
- 2016 : Les Malheurs de Sophie de Christophe Honoré : Monsieur d'Aubert
- 2018 : Bonhomme de Marion Vernoux : Virgile
- 2018 : Une intime conviction d'Antoine Raimbault : un allié de la famille Viguier

#### Court métrage
- 2008 : Batman : Ashes to ashes de Julien Mokrani et Samuel Bodin : Sergui
- 2012 : Le Joueur de Giuseppe Scavo : Jean

### Télévision
- 2002 : Tout contre Léo de Christophe Honoré
- 2008 : Rien dans les poches de Marion Vernoux : Pierre Archambault
- 2010 : La Peau de chagrin d'Alain Berliner : Eugène de Rastignac
- 2010 : Collection Fred Vargas : Un lieu incertain de Josée Dayan : Armel Louvois
- 2013 : Lazy Company de Samuel Bodin, saison 1, épisode 7 Contre-attaque : le soldat SS poète
- 2015 : Lazy Company de Samuel Bodin, saison 3, épisode 3 Embûches : Loïc

### Scénariste
- 2008 : Folles d'Adam (court métrage) de Samuel Bodin

## Théâtre
- 2004 : Bestiaires, Histoire(s) de livres, Paroles de peintres, mise en scène de Simone Amouyal, Fondation Maeght
- 2005 : Dionysos impuissant de Christophe Honoré, mise en scène de l'auteur, Festival d'Avignon
- 2005 : Transit d'Anna Seghers, mise en scène d'Alain Neddam, Bibliothèque de l'Alcazar de Marseille
- 2006 : Nuage en pantalon de Maïakovski, mise en scène de Nadia Vonderheyden, Marseille
- 2006 : Auteurs en scène, lectures de textes d'auteurs contemporains, Festival d'Avignon
- 2007 : On ne badine pas avec l'amour d'Alfred de Musset, mise en scène de Régis Braun, Théâtre National de Nice
- 2008 : Les Justes d'Albert Camus, mise en scène de Diastème, Théâtre du Chêne Noir, Festival d’Avignon off
- 2009 : Les Justes d'Albert Camus, mise en scène de Diastème, Festival d'Anjou
- 2009 : Angelo, tyran de Padoue de Victor Hugo, mise en scène de Christophe Honoré, Festival d'Avignon
- 2010 : Angelo, tyran de Padoue de Victor Hugo, mise en scène de Christophe Honoré, Comédie de Reims, Maison des arts et de la culture de Créteil, Centre national de création d'Orléans, CDDB-Théâtre de Lorient, tournée
- 2010 : Hymne à l'amour 2 de Juliette de Charnacé et Ghédalia Tazartès, mise en scène de Juliette de Charnacé, MC93 de Bobigny
- 2012 : Nouveau Roman de Christophe Honoré, mise en scène de l'auteur, Festival d'Avignon, Théâtre de la Colline
- 2017 : L'abattage rituel de Gorge Mastromas de Dennis Kelly, mise en scène de Chloé Dabert, Théâtre du Rond-Point
- 2018 : Les Idoles de Christophe Honoré, mise en scène de l'auteur, tournée, Théâtre de l'Odéon
- 2021 : Le Ciel de Nantes de Christophe Honoré, mise en scène de l'auteur, tournée, Théâtre de l'Odéon